# کیمون آرگیروپولو
کیمون امانویلوویچ آرگیروپولو (روسی: Кимон Эммануилович Аргиропуло; ۶ می [سبک قدیمی: ۲۴ آوریل] ۱۸۴۲م. - ۲۷ اکتبر ۱۹۱۸م.) سفیر روسیه در ایران بود که از ۱۸۹۷م. تا ۱۹۰۲م. در این پست بود. او در مذاکرات دریافت وام مظفرالدین شاه از دولت روسیه در سال ۱۹۰۰م. نقش داشت. او در ادامه به عنوان مشاور ارشد وزارت امور خارجه تحت نظارت کنت لامسدورف خدمت کرد.
| پیشین: یوجین دو بوتزو | سفیر روسیه در ایران ۱۸۹۸? – ۱۹۰۲ | پسین: پیوتر میخائیلوویچ ولاسوف |